# The Blue Cafe
The Blue Cafe – studyjny album Chrisa Rei, wydany w styczniu 1998 roku.
Album w Polsce osiągnął certyfikat złotej płyty.

## Lista utworów
1. „Square Peg, Round Hole” – 3:58
2. „Miss Your Kiss” – 4:05
3. „Shadows of the Big Man” – 4:49
4. „Where Do We Go from Here?” – 4:32
5. „Since I Found You” – 4:37
6. „Thinking of You” – 3:31
7. „As Long as I Have Your Love” – 4:44
8. „Anyone Quite Like You” – 4:49
9. „Sweet Summer Day” – 4:45
10. „Stick by You” – 4:05
11. „I'm Still Holding On” – 4:55
12. „The Blue Cafe” – 4:49